# 奧古斯塔·普盧格

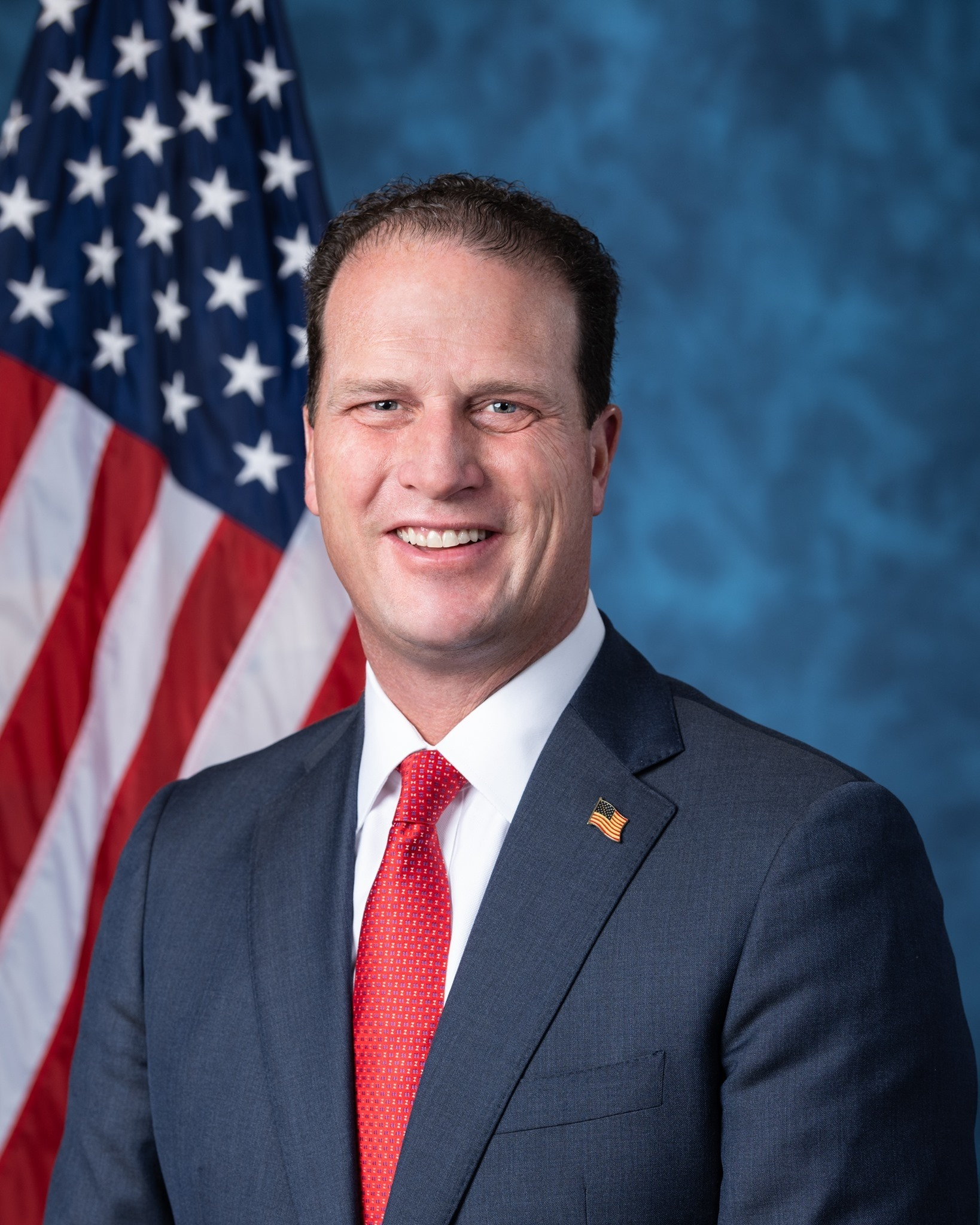

奧古斯塔·普盧格（英語：August Lee Pfluger II，1978年12月28日—）是美國的一位政治家，所屬政黨是共和黨。自2021年開始，他擔任得克薩斯州第11國會選區選出的眾議院議員。